# Palmilla
Palmilla ist eine Kleinstadt mit ca. 2500 und eine Gemeinde mit ca. 25.000 Einwohnern in der Provinz Colchagua in der Región del Libertador General Bernardo O’Higgins in Zentral-Chile. Die Gemeinde erstreckt sich über eine Fläche von 237,3 km².

## Lage
Palmilla liegt am Río Tinguiririca in einer Höhe von ca. 153 m. Die Hauptstadt Santiago de Chile ist etwa 185 km (Fahrtstrecke) in nordöstlicher Richtung entfernt.

## Bevölkerung

### Stadt
| Jahr      | 1992 | 2002 | 2017 |
| Einwohner | 1768 | 2088 | 2385 |

### Gemeinde
| Jahr      | 2002   | 2012   | 2023   |
| Einwohner | 11.621 | 12.438 | 13.534 |

Das leichte Bevölkerungswachstum von Stadt und Gemeinde beruht im Wesentlichen aus der Zuwanderung von Familien aus den Dörfern des Umlandes.

## Wirtschaft
Die Wirtschaft der Landgemeinde basiert noch immer weitgehend auf der Basis der Selbstversorgung.

## Geschichte
Neun Kilometer vom Zentrum der Gemeinde Palmilla entfernt liegen die Nebengebäude der Hacienda de San José del Carmen de El Huique. Die Hacienda spielte seit 1613 eine wichtige Rolle bei der landwirtschaftlichen Entwicklung der Region, als sie Teil einer Landvergabe war. Um das Jahr 1756 erwarb die Familie Echeñique das Anwesen, das wiederum 1770 an zwei Töchter aufgeteilt wurde; im Jahr 1828 erfolgte eine erneute Teilung.
Die Hacienda von San José del Carmen war eine davon und ihr erster Besitzer war Juan José Echeñique, später erbte sie seine Tochter Gertrudis. Ihr Vater hatte im Jahr 1828 mit dem Bau des heutigen Hauses und 1852 mit dem Bau der Kapelle begonnen. Gertrudis heiratete Federico Errázuriz Echaurren, den späteren Präsidenten Chiles, und ihre einzige Tochter erbte 1928 die Hacienda. Tatsächlich verwaltete Elena Errazuriz de Sánchez das Anwesen bis kurz vor seinem Tod am 24. Mai 1966. Von diesem Moment an ging es in die Hände der Agrarian Reform Corporation über. Das der Familie zugesprochene Reservat wurde 1975 von seinen Besitzern an die chilenische Armee gespendet, die es im darauffolgenden Jahr übernahm und bis heute unterhält.